# Feliz Deserto
Feliz Deserto é um município brasileiro do Estado de Alagoas. Sua população em 2022 era de 3963 habitantes, segundo o IBGE.

## História
Feliz Deserto era originalmente um aldeamento de índios caetés. Foi colonizada a partir do naufrágio e estabelecimento de Domingos Mendes, que lhe deu o topônimo por achar que, mesmo sendo o lugar deserto, representava a felicidade de ter sido encontrado. Desmembrado de Piaçabuçu, o município adquiriu autonomia em 23 de julho de 1960.
A história recente de Feliz Deserto é marcada por uma tragédia ocorrida no mês de abril de 2005. A cidade foi castigada por um temporal que durou dois dias, alagando completamente toda a área central. A chuva destruiu aproximadamente 300 casas de taipa, deixando desabrigados quase 1500 pessoas. A prefeitura, através de doações, conseguiu abrigar provisoriamente a população em diversos pontos da cidade. A reconstrução da cidade começou em dezembro de 2005 e, em julho de 2006, a prefeitura entregou as 185 casas a população.

## Economia
A economia do município está baseada na agricultura. A região é produtora de coco e cana-de-açúcar. Existe ainda o trabalho com artesanato baseado na utilização da taboa, uma planta nativa da região. São produzidos diversos produtos que são comercializados através de uma cooperativa criada justamente para esse fim.